# Университетский театр
Университетский театр — театр, существовавший при Московском университете с 1757 года.

## История
Университетский театр был создан в 1757 году из числа студентов для того, чтобы, с одной стороны, развить их способности в декламации и мимике, а, с другой стороны, чтобы сделать университет ближе к народу.
Руководителем театра был известный русский драматург М. М. Херасков. В спектаклях участвовали Д. И. Фонвизин, Я. И. Булгаков, И. Ф. Богданович, Е. Булатницкий, М Д. Чулков; все они стали потом известными учёными и деятелями русской литературы и искусства.
Первоначально спектакли Университетского театра были закрытыми и носили любительский характер. В постановках были задействованы студенты и гимназисты. Через некоторое время спектакли стали доступны широкой общественности; представления можно было увидеть во время Святок и Масленицы в здании Университета на Воскресенской площади.
В 1757 году в газете «Московские ведомости» было напечатано объявление о наборе актрис:
«Женщинам и девицам, имеющим способность и желание представлять театральные действия, также петь и обучать тому других, явиться в канцелярии Московского Университета».
В 1759 году труппа Университетского театра была переименована в «Российский театр». Спектакли ставили на сцене Оперного дома Локателли на Красных прудах (в районе современной Комсомольской площади), где также шли представления итальянской труппы.
В Университетском театре раскрыли свой талант первые русские профессиональные актрисы — Т. М. Троепольская и A. M. Михайлова, а также актеры И. Ф. Лапин, И. Соколов и другие.
В театре ставили спектакли «Синав и Трувор», «Хорев», «Гамлет» А. П. Сумарокова, «Жорж Данден» и «Проделки Скапена» Мольера, «Безбожники» Хераскова.
В 1761 году лучшие актеры российского театра были отправлены на петербургскую сцену по указу императрицы Елизаветы, а в 1762 году из-за неудач Локателли отказался от управления московским театральным делом. Эти два события повлияли на то, что Университетский театр в Москве на несколько лет прекратил своё существование.
Театр открылся снова в 1765 году, когда его возглавил любитель театра, поэт и драматург Н. С. Титов. В его труппе выступали актеры А. Г. Ожогин, И. И. Калиграф, Е. И. Залышкин, И. Миняков. Здесь же начал свою карьеру один из крупнейших актеров XVIII века Василий Померанцев.
Позже на основе Университетского и московского Российского театра возникли Петровский театр и Малый театр.